# Phalacropterix apiformis
Phalacropterix apiformis is een vlinder uit de familie zakjesdragers (Psychidae). De wetenschappelijke naam van deze soort is voor het eerst geldig gepubliceerd in 1790 door Rossi.
De soort komt voor in Europa.